# Triclisia
Triclisia és un gènere de planta de la família de les menispermàcies.

## Taxonomia
Conté les següents espècies:
- Triclisia angolensis
- Triclisia angustifolia
- Triclisia calopicrosia
- Triclisia capitata
- Triclisia coriacea
- Triclisia dictyophylla
- Triclisia dielsii
- Triclisia flava
- Triclisia gilletii
- Triclisia hypochrysea
- Triclisia jumelliana
- Triclisia lanceolata
- Triclisia loucoubensis
- Triclisia louisii
- Triclisia lucida
- Triclisia macrocarpa
- Triclisia macrophylla
- Triclisia patens
- Triclisia riparia
- Triclisia saeleuxii
- Triclisia semnophylla
- Triclisia subcordata
- Triclisia welwitschii